# 劉恩源
劉恩源（1873年—？），字文泉，直隷省河間府河間县人，中华民国政治人物。

## 生平

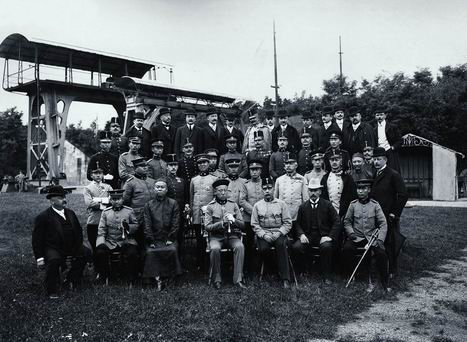
1910年，大清禁卫军首领访问奥匈帝国，摄于布达佩斯。前排左二是哈汉章，左三是李经迈，左四是载涛，右一是良弼；二排左四是田献章，左六是程经邦；三排左三是唐宝潮，左六是刘恩源。

他从天津武備学堂毕业後，到德国留学。归国後，他历任陸軍部参議、大总統府軍事顧問、浦口商埠事宜督办。
1923年（民国12年）1月，他任張紹曾内閣財政总長，兼任盐務署督办。同年5月，他提前辞任。以後他寓居天津。1935年（民国24年）12月，他任冀察政務委員会的顧問。后来他还任東亚協進会常務理事。
以後，劉恩源的生平不详。